# Aeroportul Vaskovo
Aeroportul Vaskovo (IATA: VKV, ICAO: ULAH) este un aeroport din Regiunea Arhanghelsk, Rusia ce deservește zona Arhanghelsk. Aeroportul a fost tranzitat în 2017 de 22.086 de pasageri. A fost deschis în 1982.
Situat la o altitudine de 25 m, aeroportul dispune de o singură pistă.